# Lợn Casertana
Lợn Casertana là một giống lợn nội địa từ Campania, ở miền nam Italy. Nó chủ yếu gắn liền với tỉnh Caserta, từ đó tên của giống lợn này xuất phát, nhưng trong quá khứ cũng được nuôi dưỡng ở các tỉnh Campobasso, Naples, Rome và Salerno. Diện tích lưu vực thấp hơn của các sông Garigliano và Volturno, bao gồm các vùng chung của Carinola, Mondragone, Minturno, Sessa Aurunca và Teano, đặc biệt được biết đến để sản xuất giống, mà còn có thể được gọi là Teanese đặt theo tên thị trấn Teano.
Casertana có hai đặc điểm thể chất khác thường: nó hầu như hoàn toàn không có lông, khiến cho tên gọi của nó là Pelatella, có nghĩa là "không có lông" và nó có hai nọng cằm có hình dáng như hình trụ treo ở phần dưới của cổ họng.
Nó là một trong sáu giống lợn bản địa được công nhận bởi Ministero delle Politiche Agricole Alimentari e Forestali - Bộ Nông nghiệp và Lâm nghiệp Italia. 

## Lịch sử
Lợn Casertana đã được nuôi trong quá khứ và phân phối rộng rãi ở Ý. Theo một cuộc điều tra số lượng lợn năm 1942, đã có hơn 50.000 con chỉ duy nhất trong tỉnh Caserta. Cũng giống như các giống lợn bản địa khác của Ý, số lượng giảm mạnh trong nửa sau của thế kỷ XX và Casertana gần như tuyệt chủng.
Một cuốn sách về giống được thành lập năm 2001 và được lưu giữ bởi Associazione Nazionale Allevatori Suini, hiệp hội chăn nuôi lợn quốc gia Ý. Số lượng giống lợn này hiện vẫn còn thấp: vào cuối năm 2007 là 594 và tình trạng bảo tồn của giống được FAO liệt kê là "quan trọng". Vào cuối năm 2012 đã có 403 con lợn được đăng ký.